# Las Noticias (Madrid)
Las Noticias fue un periódico editado en la ciudad española de Madrid entre 1864 y 1866, en las postrimerías del reinado de Isabel II.

## Historia
Editado en Madrid, era impreso en la imprenta homónima y publicaba ejemplares de cuatro páginas, con unas dimensiones de 0,432x0,302 m. Tenía periodicidad diaria y su primer número apareció publicado el 1 de abril de 1864. Cesó el 8 de abril de 1866.
El fundador-propietario de la publicación fue Ramón Rodríguez Correa. La parte política fue dirigida por Luis García de Luna y la económica por Antonio Pérez Cossío. Fue director político durante un tiempo Eduardo Inza. En su redacción habrían figurado nombres como los de José Cabezas de Herrera, José Calvo y Teruel, Felipe Carrasco de Molina, N. Ferraz, Luis García de Luna, Manuel Hiraldez de Acosta, Juan José Herranz, José de Lara y Uriarte, Arístides Pongiglioni, Eugenio de Vera e Ignacio Virto.